# Čtverzubcovití

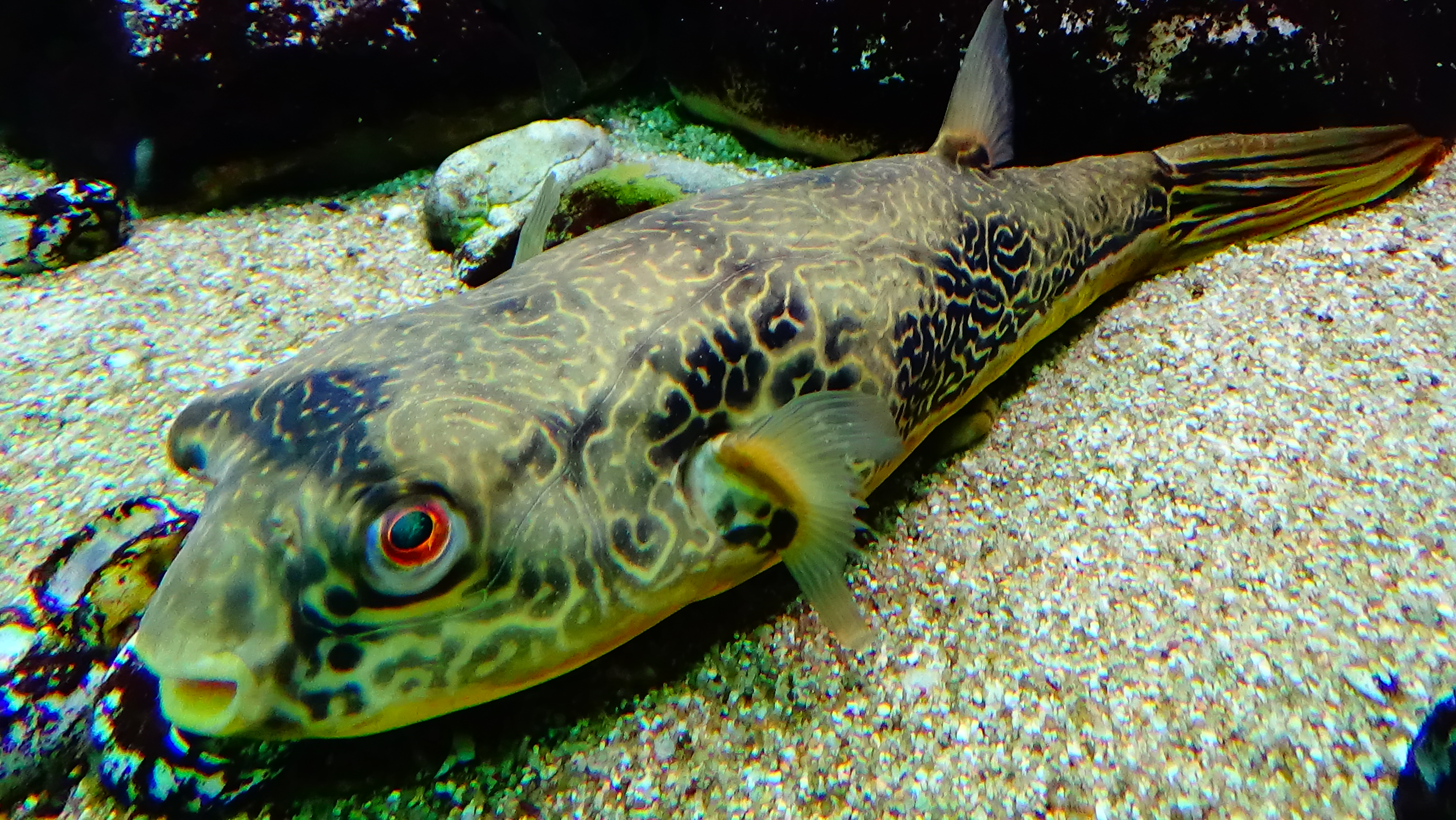
Čtverzubec mbu (Tetraodon mbu)

Čtverzubcovití (Tetraodontidae) je čeleď ryb z řádu čtverzubci (Tetraodontiformes). Zástupcem této čeledi je např. čtverzubec rudoploutvý nebo japonská pochoutka ryba fugu. Charakteristickou vlastností ryby je nafouknutí v případě ohrožení, některé druhy jsou jedovaté, produkují tetrodotoxin.

## Popis
Na rozdíl od blízko příbuzné čeledi Diodontidae jim chybějí ostny. Břišní ploutve chybějí. Jejich maso je jedovaté. Druhy rodu Tetraodon (ke kterému patří i několik sladkovodních druhů) se dokáží nafouknout celé, zatímco druhy rodu Canthigaster se dokáží nafouknout jen částečně, aby odstrašily dravce.

## Rody

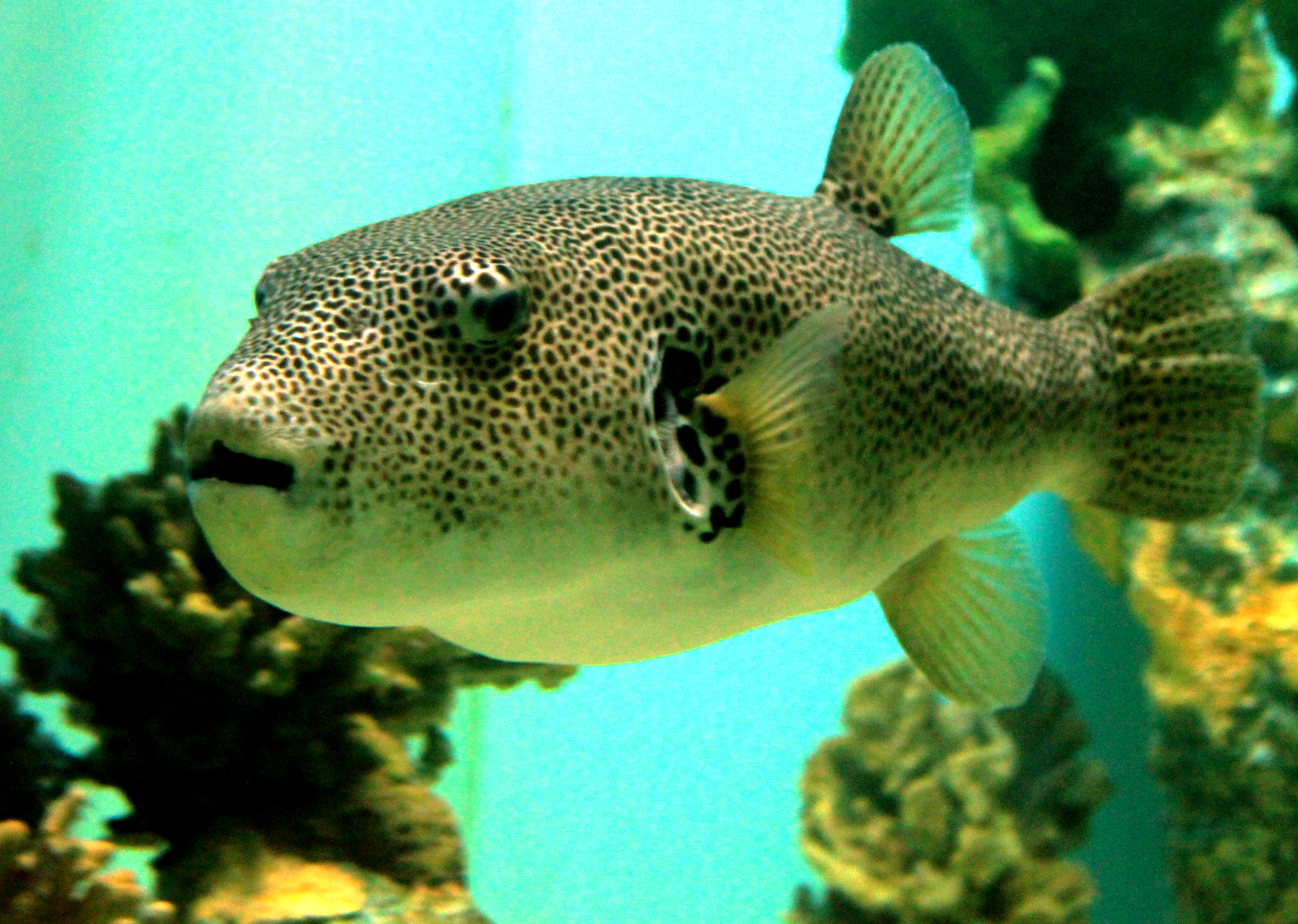
Čtverzubec hvězdnatý (Arothron stellatus)

- Amblyrhynchotes
- Arothron
- Auriglobus
- Canthigaster
- Carinotetraodon
- Chelonodon
- Chonerhinos
- Colomesus
- Contusus
- Ephippion
- Feroxodon
- Guentheridia
- Javichthys
- Lagocephalus
- Liosaccus
- Marilyna
- Monotretus
- Omegophora
- Pelagocephalus
- Polyspina
- Reicheltia
- Sphoeroides
- Takifugu
- Tetractenos
- Tetraodon
- Torquigener
- Tylerius
- Xenopterus